# Parectecephala aristalis
Parectecephala aristalis är en tvåvingeart som först beskrevs av Daniel William Coquillett 1898.  Parectecephala aristalis ingår i släktet Parectecephala och familjen fritflugor. Inga underarter finns listade i Catalogue of Life.